# 圣埃斯泰夫
圣埃斯泰夫（法語：Saint-Estèphe，法語發音：[sɛ̃.t‿ɛstɛf]）是法国吉伦特省的一个市镇，位于该省西北部，梅多克半岛上，属于莱斯帕尔梅多克区。

## 地理
圣埃斯泰夫（45°15'33"N, 0°46'19"W）面积23.54 平方千米，位于法国新阿基坦大区吉倫特省，该省份为法国西南部沿海省份，是法國本土面积最大的省，北起滨海夏朗德省，西临大西洋，南至朗德省，东南接洛特-加龍省，东临多爾多涅省。
与圣埃斯泰夫接壤的市镇（或旧市镇、城区）包括：圣瑟兰德卡杜尔讷、锡萨克梅多克、波亚克、韦尔特伊、布罗和圣路易、圣昂德罗尼、吉伦特河畔圣西耶。

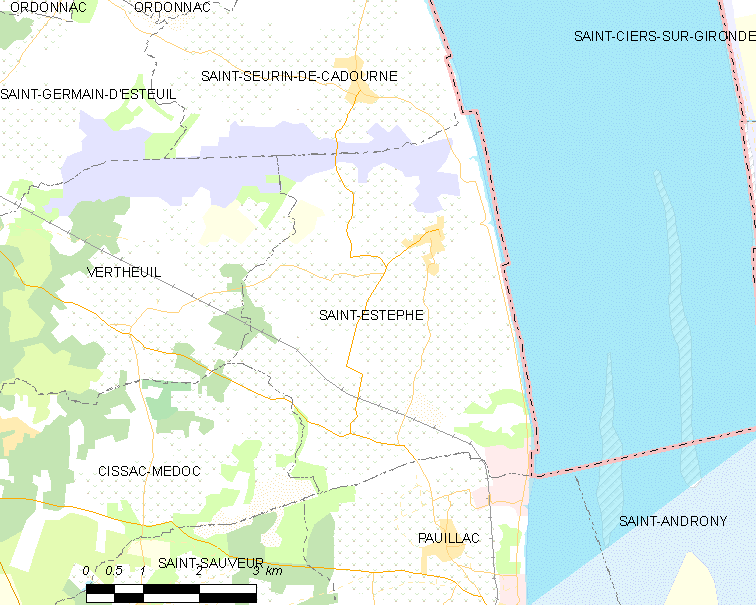
圣埃斯泰夫的OSM定位图

圣埃斯泰夫的时区为UTC+01:00、UTC+02:00（夏令时）。

## 行政
圣埃斯泰夫的邮政编码为33180，INSEE市镇编码为33395。

## 政治
圣埃斯泰夫所属的省级选区为北梅多克县。

## 人口

1962-2008年间圣埃斯泰夫人口变化图示

圣埃斯泰夫于2022年1月1日时的人口数量为1629人。